# Mario Vargas Llosa
Mario Vargas Llosa, perujski književnik, * 28. marec 1936, Arequipa, Peru, † 13. april 2025, Lima, Peru.
Llosa je osnovno šolo obiskoval v kraju Cochabamba, Bolivija, srednjo šolo v mestu Piuri, Peru. V Limi se je vpisal na vojaško gimnazijo, nadaljeval je na Univerzi San Marcos, kjer je diplomiral iz književnosti. Odpotoval je v Evropo, doktoriral v Madridu, nekaj let živel v Parizu, pozneje pa v Londonu in Barceloni. Postal je eden najpomembnejših južnoameriških romanopiscev in esejistov. Leta 2010 je prejel Nobelovo nagrado za književnost.

## Zasebno življenje
Mario Vargas Llosa je imel zelo pestro življenje že od vojaške gimnazije naprej, so bile njegova šibka točka ženske. Bil je dvakrat poročen. Prvič se je poročil pri dvajsetih letih s svojo dvaintrideset letno teto. O tem zakonu je napisal knjigo z naslovom La tia Julia y el escribidor ali Teta Julija in pisun. Po tej knjigi so posneli film, ogorčena teta pa je iz protesta nanj napisala svojo knjižno delo z naslovom Lo que Varguitas no dijo ali Česa mali Vargas ni povedal. Spor je pripeljal do ločitve zakona. Eno leto po ločitvi se je Vargas poročil s svojo sestrično Patricijo, s katero ima tri otroke. Sledilo je še kar nekaj epizod z ženskami, ob tem pa je veliko pisal in postal zelo dober južnoameriški romanopisec.

## Književna ustvarjalnost
Svoj prvi roman Mesto in ščeneta je izdal leta 1962 pri šestindvajsetih letih. Opisal je izkušnje iz šolanja v vojaški šoli. Kritika ga je nagradila, častniki na tej šoli pa so pokupili 1000 izvodov te knjige in jih javno sežgali, češ da gre za napad sovražne Ekvadorske propagande. Štiri leta kasneje je sledil roman Zelena hiša v katerem pripoveduje o bordelu in popularnem zbirališču vseh slojev kulturno in rasno raznolike perujske družbe. Roman, kjer nuna postane prostitutka, je pisan tako da številni pripovedni tokovi nimajo časovno-prostorske orientacije. Roman mu je prinesel nagrado Romulo Gallegos za najboljši roman špansko govorečega sveta. Nadaljeval je z opisom nečednosti v politični areni z romanom Pogovor v katedrali leta 1969. Pogovor med sinom visokega uradnika in njegovim šoferjem v tem romanu so v Peruju razumeli kot napad na diktaturo tedanjega predsednika Manuela A. Odrie. Vargas je tedaj pričel obdobje neposrednega političnega udejstvovanja. Njegova politična pot je šla iz levice, od prepričanega marksista, preko odpovedi vsem ideologijam do člana Movimiento libertad, stranke, ki je združevala liberalne in konservativne politične skupine. Znotraj te je vodil kampanjo proti državnim poiskusom za nacionalizcijo bank. Leta 1990 je postal strankin predsedniški kandidat, dobil podporo 34 % volivcev, vendar v drugem krogu izgubil od malo znanega inženirja agronomije Alberta Fojimorija. Po porazu je odpotoval v London, nato v Madrid, kjer je dobil špansko državljanstvo in tam ostal. Leta 1994 je Vargas prejel najprestižnejšo nagrado za književnost napisano v španskem jeziku - nagrado Servantes. Vargas v svojih romanih in esejih izbira mnoge žgoče teme južne Amerike kot so; avtoritarna družba, zgodovina nasilnih režimov, erotika, upor posameznika. Postal je vodilna pisateljska osebnost takrat mladih južnoameriških pisateljev in literarnega gibanja, imenovanega »južnoameriški bum«. To gibanje iz 60-tih in 70-tih let 20. stoletja so predstavljali pisatelji: Jorge Luis Borges in Julio Cortazar iz Argentine, Carlos Fuentes iz Mehike, Gabriel Garcia Marquez iz Kolumbije in Vargas Llosa iz Peruja. Vargas je zelo plodovit pisatelj, izdal je preko 30 knjižnih del, napisal je tudi veliko člankov, kolumen in esejev, največ za španski časopis dnevnik El Pais.

## Dela

### Romani
- Los jefes izšel leta 1959
- La ciudad y los perros izšel leta 1963
- La casa verde izšel leta 1965, (zanj je prejel nagrado Romulo Galegos)
- Los cachorros izšel leta 1967
- Conversacion en la Catedral izšel leta 1969
- Pantaleon y las visitadoras izšel leta 1973
- La tia Julia y el escribidor izšel leta 1977 (avtobiografija)
- La guerra del fin del mundo izšel leta 1981
- Historia de Mayta izšel leta 1984
- ¿Quiḗn mato a Palomino Molero? izšel leta 1986
- El Hablador izšel leta 1987
- Elogio de la madrastra erotični roman izšel leta 1988
- Lituma en los Andes izšel leta 1993, nagrajen z nagrado planeta
- Los cuadernos de don Rigoberto izšel leta 1997
- La Fiesta del Chivo izšel leta 2000, roman opisuje diktaturo generala Rafaela Leonidasa Trujilla v Dominikanski republiki
- El Paraiso en la otra esquina izšel leta 2003, zgodovinski roman o Paulu Gogenu in Flori Tristan
- Travesuras de la nina mala izšel leta 2006

### Eseji
- Garcia Marquez- historia de un deicidio, izšel leta 1971
- Historia secreta de una novela izšel leta 1971
- La orgia perpetua:Flaubert y Madame Bovary izšel leta 1975
- La verdad de las mentiras: Ensayos sobre la novela moderna izšel leta 1990
- Carta de batalla por Tirant lo Blanc izšel leta 1991
- Desafios a la libertad izšel leta 1994
- La utopia arcaica. Jose Maria Arguedas y las ficciones del indigenismo izšel leta 1996
- Cartas a un novelista izšel leta 1997
- El lenguaje de la pasion izšel leta 2001
- La tentacion de la imposibile izšel leta 2004

### Gledališka dela
- La senorita de Tacna (Gospodična iz Tacna, priredba leta 1981)
- Kathie y el hipopotamo (Kati in povodni konj, priredba leta 1983)
- La Chunga (La Čunga, priredba leta 1986)
- El loco de los balcones (Norec z balkona, priredba leta 1993)
- Ojos bonitos, cuadros feos (Lepe oči, grde slike, priredba leta 1996)

### Prevodi Vargasovih del v slovenščino
Iz južnoameriške literature je v slovenščino prevedenih malo književnih del, to velja tudi za Vargasova dela. Obstajajo sledeči prevodi romanov:
- Mesto in ščeneta (La ciudad y los perros), prevod Košir, Niko, založba Mladinska knjiga (roman izšel leta 1968)
- Zelena hiša (La casa verde), roman izšel leta 1965, prevod Janko Moder, Prešernova družba (roman v slovenščini izšel leta 1970)
- Pogovor v katedrali (Conversación en la catedral), prevod Ferdinand Miklavc, Državna založba Slovenije (roman izšel leta 1987 v zbirki Branje, 2. knjigi)
- Kdo je ubil Polomina Molera? (¿Quién mató a Palomino Molero?, kriminalistični roman izšel leta 1986), prevod Kovič, Nina, Pomurska založba (roman izšel v slovenščini leta 1988)
- Pripovedovalec (El hablador/tudi/ Kenkicatacirir), roman izšel leta 1987, prevod Bajt, Miro, založba Litera Maribor (roman v slovenščini izšel leta 2003)
- Hvalnica mačehi (Elogio de la madrastra), roman izšel leta 1988, prevod Miro Bajt, Prešernova družba (roman v slovenščini izšel leta 1994)
- Pantaleon in obiskovalke (Pantaleon y las visitadoras), roman izšel leta 1973, prevod Jana Kac, naslov prevoda "Pantaleon in tolažnice", založba Mladinska knjiga (& DELO ?), zbirka Humor (roman v slovenščini izšel leta 1975)
- Vragolije porednega dekleta (Travesuras de la niña mala), roman izšel leta 2006, prevod Rot, Veronika, založba Učila International, Tržič (roman v slovenščini izšel leta 2008)
- Zapiski don Rigoberta (Los cuadernos de don Rigoberto), roman izšel leta 1997, prevod Miro Bajt, založba Didakta, Radovljica (roman v slovenščini izšel leta 2011)
- Keltove sanje (El sueño del celta), roman izšel leta 2010, prevod Pregelj, Barbara, založba Učila International, Tržič (roman v slovenščini izšel leta 2012)
- Prikriti junak (El héroe discreto), roman izšel leta 2013, prevod Katja Mrak, Cankarjeva založba (roman v slovenščini izšel leta 2015)